# Raymond Gilloz
Raymond Gilloz (* 27. September 1931 in Choisy; † 18. März 2015 in  Chamonix) war ein französischer Eisschnellläufer.

## Werdegang
Gilloz startete international erstmals bei der Mehrkampfeuropameisterschaft 1954 in Davos, wo er den 29. Platz im Großen Vierkampf errang und kam im folgenden Jahr bei der Mehrkampfeuropameisterschaft in Falun auf den 36. Platz im Großen Vierkampf. Im Jahr 1956 belegte er in Cortina d’Ampezzo bei seiner ersten Teilnahme an Olympischen Winterspielen den 35. Platz über 5000 m, den 34. Rang über 1500 m und den 25. Platz über 500 m. In der Saison 1956/57 erreichte er bei der Mehrkampfeuropameisterschaft 1957 in Oslo den 26. Platz und bei der Mehrkampfweltmeisterschaft 1957 in Östersund den 20. Rang im Großen Vierkampf. In den folgenden Jahren kam er bei der Mehrkampfeuropameisterschaft 1958 in Eskilstuna auf den 24. Platz, bei der Mehrkampfweltmeisterschaft 1958 in Helsinki auf den 13. Rang, bei der Mehrkampfeuropameisterschaft 1959 in Göteborg auf den 13. Platz und bei der Mehrkampfweltmeisterschaft 1959 in Oslo auf den 27. Rang im Großen Vierkampf. In seiner letzten aktiven Saison 1959/60 belegte er bei der Mehrkampfeuropameisterschaft 1960 in Oslo den 21. Platz im Großen Vierkampf und bei den Olympischen Winterspielen 1960 in Squaw Valley den 18. Platz über 500 m sowie jeweils den zehnten Rang über 1500 m und 5000 m. Bei französischen Meisterschaften siegte er viermal im Mehrkampf (1954, 1956, 1957, 1959).

## Erfolge

### Olympische Spiele
- 1956 Cortina d’Ampezzo: 25. Platz 500 m, 34. Platz 1500 m, 35. Platz 5000 m
- 1960 Squaw Valley: 10. Platz 1500 m, 10. Platz 5000 m, 18. Platz 500 m

### Mehrkampf-Weltmeisterschaften
- 1957 Östersund: 20. Platz Großer Vierkampf
- 1958 Helsinki: 13. Platz Großer Vierkampf
- 1959 Oslo: 27. Platz Großer Vierkampf

### Mehrkampf-Europameisterschaften
- 1954 Davos: 29. Platz Großer Vierkampf
- 1955 Falun: 36. Platz Großer Vierkampf
- 1957 Oslo: 26. Platz Großer Vierkampf
- 1958 Eskilstuna: 24. Platz Großer Vierkampf
- 1959 Göteborg: 13. Platz Großer Vierkampf
- 1960 Oslo: 21. Platz Großer Vierkampf

## Persönliche Bestleistungen
| Disziplin | Zeit        | Datum             | Ort          |
| --------- | ----------- | ----------------- | ------------ |
| 500 m     | 41,7 s      | 19. Februar 1960  | Squaw Valley |
| 1000 m    | 1:30,2 min  | 20. Dezember 1958 | Wien         |
| 1500 m    | 2:11,6 min  | 28. Februar 1960  | Squaw Valley |
| 3000 m    | 5:00,0 min  | 22. Januar 1956   | Misurinasee  |
| 5000 m    | 8:11,5 min  | 25. Februar 1960  | Squaw Valley |
| 10.000 m  | 17:44,6 min | 31. Januar 1959   | Göteborg     |